# Bergsonizm
Bergsonizm – prąd literacki, ukształtowany na przełomie XIX i XX wieku pod wpływem filozofii Henriego Bergsona (irracjonalizm, podniesienie rangi intuicji, wprowadzenie pojęcia pędu życiowego – élan vital, rozważania na temat schematyzmu języka, który hamuje poznanie zmieniającej się dynamicznie rzeczywistości).
Bergsonizm wywarł wpływ na inny późniejszy prąd literacki – symbolizm, ale także na twórczość pierwszych awangardystów oraz na powstanie techniki strumienia świadomości. Ślady nurtu można odnaleźć m.in. w twórczości Jamesa Joyce'a oraz w powieści Marcela Prousta W poszukiwaniu straconego czasu. W Polsce bergsonizm stanowił inspirację dla Bolesława Leśmiana (jego esej Z rozmyślań o Bergsonie).